# Joseph Guillaume Kervyn
Joseph Guillaume Kervyn (Gent, 14 juni 1767 - Brugge, 28 maart 1837) was burgemeester van Sint-Michiels in België.

## Levensloop
Kervyn stamde uit een Oost-Vlaamse familie die al sinds de 15de eeuw ambten uitoefende in Eeklo en in Gent en omstreken, en in 1766 in de adelstand was opgenomen. Zijn vader, jonkheer Henri Kervyn (1722-1796), was heer van Lettenhove en getrouwd met Anne Ghysens. In 1785 schreef Joseph-Guillaume zich in als student aan de Katholieke Universiteit Leuven, hoewel hij niet op de lijst van gepromoveerden is terug te vinden. 
Hij kwam in Sint-Michiels terecht door zijn huwelijk in 1802 met Eugenie de Heere de Beauvoorde (Gent, 28 november 1784 - Sint-Michiels, 23 augustus 1873), dochter van de laatste schout van Brugge onder het ancien régime, Bruno de Heere de Beauvoorde. Zij kregen drie zoons, onder wie baron Joseph Kervyn de Lettenhove (1817-1891), historicus en minister van Binnenlandse Zaken.
Joseph-Guillaume Kervyn voelde zich, zoals de meeste Gentse Kervyns, volledig thuis in het Verenigd Koninkrijk der Nederlanden. Hij werd al in 1817 in zijn adellijke status erkend onder de naam 'Kervyn de Heere' en werd gedeputeerde van de Provinciale Staten van West-Vlaanderen. Hij werd ook kamerheer van Willem I.
Gouverneur Ferdinand de Baillet gaf vaak zijn bevoegdheden over aan Kervyn wanneer hij om een of andere reden de provincie verliet. Echter, toen de Baillet definitief Brugge verliet op 27 september 1830, gaf hij zijn bevoegdheden over aan Bernard Van Severen. Tegen die tijd werd Kervyn wellicht niet meer voldoende betrouwbaar geacht door het Nederlands bestuur.
In Brugge werd Kervyn lid van de Koninklijke Maatschappij voor Vaderlandsche Taal en Letterkunde.

## Burgemeester
Onder het Verenigd Koninkrijk was hij burgemeester van Sint-Michiels. In januari 1813 volgde hij brouwer Karel Van Neste op en in 1819 werd hij opgevolgd door zijn schoonbroer Bruno-Désiré de Heere.
Hij was, minstens vanaf 1816, ook lid van de gemeenteraad van Brugge.
In 1813 bouwde hij voor zich het kasteel Vogelzang, langs de Torhoutsesteenweg. Het werd in de jaren 1950 afgebroken en het domein werd verkaveld.